# Gaya occidentalis
Gaya occidentalis är en malvaväxtart som först beskrevs av Carl von Linné, och fick sitt nu gällande namn av Robert Sweet. Gaya occidentalis ingår i släktet Gaya och familjen malvaväxter. Inga underarter finns listade i Catalogue of Life.